# Kanga Sakugawa
Kanga Sakugawa was een Okinawaanse vechtkunstmeester, die een grote bijdrage heeft geleverd aan de ontwikkeling van de vechtkunst tode, de voorloper van het moderne karate. Sakugawa wordt gezien als de voorvader van de Shuri-te stijl van karate, die later door zijn leerling Sokon Matsumura verder werd ontwikkeld. Sakugawa's oorspronkelijke naam was Kanga Teruya. Op latere leeftijd veranderde hij zijn naam in Sakugawa, toen hij door de koning van Okinawa werd benoemd tot een rang van de Okinawaanse adellijke krijgersklasse. Sakugawa staat onder vele namen bekend, zoals Kanga Sakukawa, Tode Sakugawa, Toudi Sakugawa, Shungo Sakugawa en Kanga Teruya.

## Biografie

### Jeugd
Sakugawa werd geboren als Kanga Teruya op 3 maart 1733 in het dorp Torihori, nabij de stad Shuri, te Okinawa. Toen hij nog jong was, werd zijn vader door een bende in elkaar geslagen. Zijn vader raakt hierbij zwaargewond. Korte tijd later kwam zijn vader te overlijden. Voordat zijn vader stierf, sprak hij de wens uit, dat Sakugawa zich in de vechtkunsten zou moeten onderwijzen.
Op 17-jarige leeftijd ging Sakugawa zelf op zoek naar een goede vechtkunstleraar. Hij vond die in een oude Okinawaanse monnik, genaamd Peichin Takahara, die in het dorp Akata woonde. Takahara was naast monnik ook een cartograaf en astronoom. Sakugawa vroeg op een respectabele manier toestemming voor vechtkunstonderricht van Takahara en werd door Takahara geaccepteerd. In het jaar 1750 begon Sakugawa vervolgens te trainen onder meester Takahara, waar hij zes jaar lang onder zou trainen. Van Takahara leerde Sakugawa de kata Wanshu.

### Handelsschip
Op volwassen leeftijd begon Sakugawa te werken op een schip dat handel dreef met China. Sakugawa's taak op het schip was het te beschermen tegen zeepiraten, omdat hij goed getraind was in karate. Op een dag vond zo'n aanval van zeepiraten plaats. Tijdens het gevecht met de piraten slaagde Sakugawa erin om de piraten met zichzelf vanuit het schip de zee in te laten storten. Kort daarna werd Sakugawa samen met de piraten opgepikt door de Chinese kustwacht. Omdat hij geen Chinees sprak, werd hij door Chinese kustwacht ook aangezien voor een piraat en opgesloten in de gevangenis. Nadat Sakugawa enige tijd in de gevangenis had doorgebracht, waar hij de Chinese taal leerde, slaagde hij erin om de politie ervan te overtuigen dat hij geen piraat was, waarna hij werd vrijgelaten.
Later werd Sakugawa voor zijn verdiensten op het handelsschip beloond door de koning van Okinawa. De Okinawaanse koning bevorderde hem tot Chikudun Peichin, een Okinawaanse adellijke stand. Zoals de traditie het wil, mocht hij hierbij een andere naam voor zichzelf kiezen. Hij veranderde toen zijn oorspronkelijke naam Kanga Teruya naar Kanga Sakugawa.

### Kusanku
In 1756 kwam er een Chinese militaire attaché, genaamd Kusanku, vanuit China met een diplomatieke handelsmissie op bezoek bij hof van Okinawa. Kusanku was een meester in de noordelijke stijl van kungfu en enkele van zijn leerlingen waren ook meegekomen naar Okinawa. Samen met zijn leerlingen gaf Kusanku een demonstratie op Okinawa.
Op een avond zag Sakugawa, dat Kusanku op een brug stond en naar het water onder de brug staarde. Sakugawa besloot een streek uit te halen door Kusanku in het water te duwen. Net wanneer hij hem probeerde te duwen, stapte Kusanku echter eenvoudigweg opzij en greep Sakugawa vast. Kusanku berispte Sakugawa, dat hij meer respect tegen oudere mensen zou moeten tonen en dat hij zijn vechtkunst niet zou moeten misbruiken. Kusanku was best bereid om hem dit te leren en stelde toen voor, dat Sakugawa maar bij hem moest komen trainen. Sakugawa raakte onder de indruk van deze vechtkunstmeester. Daarna vroeg hij aan zijn eigen meester Takahara toestemming om bij Kusanku te trainen en kreeg die ook van Takahara.
Korte tijd later toen Kusanku weer terug reisde naar China, reisde Sakugawa met hem mee. In China trainde Sakugawa zes jaar onder Kusanku. Hij leerde van hem een kata, die hij naar zijn leraar zou vernoemen. Deze kata staat in het huidige karate, afhankelijk van de stijl, bekend onder de namen Kusanku, Kusanku Dai, Kanku Dai en Kosokun Dai.

### Tode
In 1762 keerde Sakugawa weer terug naar Okinawa. Zijn leraar Takahara was toen ziek en lag op sterven. Twee dagen voordat zijn leraar zou sterven, vroeg hij Sakugawa om bij hem te komen. Bij zijn meester aangekomen, gaf Takahara hem de raad om een dojo te openen, waar iedereen ongeacht zijn afkomst les kan volgen in tode. Takahara raadde hem ook aan om zijn naam te veranderen in "Tode" Sakugawa ("Chinese Hand Sakugawa"). Sakugawa volgde de raad van zijn meester op en vanaf die dag kwam Sakugawa onder die naam bekend te staan.
Sakugawa opende een dojo, waar begon hij zelf les te geven in de vechtkunst tode, door te combineren wat zijn beide meesters hem hadden geleerd. Sakugawa trainde meerdere leerlingen, waaronder Kaho Kojo, Chokun Satunku Macabe, Satunuku Ukuda, Chikuntonoshinunjo Matsumoto, Yamaguchi "Bushi" Sakumoto, Unsume en Sokon “Bushi” Chikatosinumjo Matsumura.
Tijdens zijn verblijf in China had Sakugawa Chinees lezen en schrijven geleerd, met name de dialect die in de hoofdstad Beijing gebruikt werd. Om deze reden werd hij in Okinawa benoemd tot koninklijke schrijver. Later werd hij vanwege zijn jarenlange verdiensten aan het koninklijke hof door de koning bevorderd tot Satunishi Peichin. Hij kreeg een eiland toegewezen, die naar hem vernoemd werd. Onder deze officiële titel reisde Sakugawa daarna nog vijf keer naar China. Hij reisde ook naar de Satsuma regio in Japan, alwaar hij lessen volgde in het gebruik van bo (stokvechten).
Sakagawa was goed bedreven met het stokvechten met de bo. Hij heeft enige kata's voor de bo ontwikkeld, die naar hem vernoemd zijn (Sakugawa no kon). Een leerling van hem, genaamd Ginowan Denuchi, ontwikkelde de bo-kata, genaamd Ginowan no kon. Als eerste leraar vestigde hij de Dojo-kun, een aantal leefregels te behoeve van het beoefenen van tode. Kata's hield hij in het begin geheim tegenover zijn leerlingen. Hij leerde een leerling pas een kata, wanneer de innerlijke houding van de leerling hem beviel. Specialisme raadde hij af, want hij vond dat een specialist iemand is, die steeds meer van steeds minder af weet. Een tode-beoefenaar diende volgens hem alle wegen van het leven te bewandelen.

### Laatste jaren
Toen Sakugawa 78 jaar oud was, nam hij de zoon van een vriend, genaamd Sokon Matsumura, als leerling aan. Sakugawa zou zijn leerling Sokon Matsumura onderwijzen tot aan Sakugawa's dood. Het zou uiteindelijk Sokon Matsumura zijn, die zijn bekendste leerling zou worden en de Shuri-te stijl van karate verder zou ontwikkelen.
Sakugawa overleed in 17 augustus 1815 op een leeftijd van 82 jaar.

## Dojo Kun
Sakugawa was de eerste leraar, die een dojo kun invoerde in zijn dojo. Een dojo kun zijn een aantal voorgeschreven regels, waaraan men zich dient te houden tijdens de training in de dojo.
- Streef perfectie na
- Wees vertrouwend in de training
- Streef ernaar om je best te doen
- Respecteer je jongeren en je ouderen
- Onthoud je van het vechten

## Trivia
- Verschillende bronnen geven verschillende geboorte- en sterfdatums op voor Sakugawa: 1733-1815, 1762-1843, 1774-1838. Bovenstaande biografie is gebaseerd op de eerste datum. Deze datum wordt het vaakst gebruikt.
- Er is grote twijfel over, dat de hier getoonde foto wel van Sakugawa is, omdat de fotografie pas na Sakugawa's dood ontwikkeld werd. De uitvinding van de fotografie werd in Europa pas in 1939 aangekondigd en het duurde nog even, voordat het in Okinawa geïntroduceerd werd. De foto is dus mogelijk van iemand anders. Desalniettemin wordt deze foto op veel plaatsen gepresenteerd als de foto van Sakugawa.
- Volgens een andere theorie heeft Sakugawa niet direct met Kusanku getraind heeft, maar met Chatan Yara, die een leerling was van Kusanku.[1]